# Åke Hedtjärn

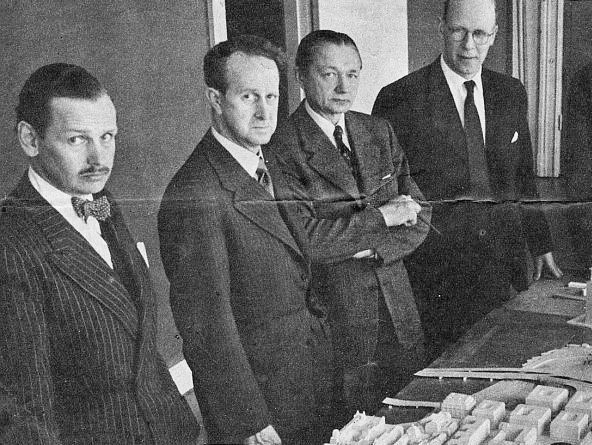
På stadsbyggnadskontoret 1956, inför Norrmalmsregleringens genomförande: Chefen för stadsbyggnadskontoret, arkitekt Göran Sidenbladh, norrmalmsregleringens chef, överingenjör Åke Hedtjärn, förste ingenjören Carl-Henrik af Klercker på stadsbyggnadskontorets trafikbyrå, utredningschefen Anders Nordberg.

Åke Gösta Hedtjärn, född 26 augusti 1907 i Karlstad, död 25 januari 1990 i Kungsholms församling, Stockholm, var en svensk väg- och vattenbyggnadsingenjör. 
Hedtjärn utexaminerades från Kungliga Tekniska högskolan (KTH) i Stockholm 1931, var anställd vid vägbyggnads-, brobyggnads-, anläggnings- och kommunaltekniska arbeten 1931–1937, ingenjör vid Linköpings stads stadsingenjörs- och byggnadskontor 1937–1939, anställd vid Stockholms stads fastighetskontor 1939–1972, var chef för regleringen av nedre Norrmalm 1951–1972 och för saneringsavdelningen 1960–1972. Han var även ledamot av Nedre Norrmalmsdelegationens arbetsutskott från 1951, vice verkställande direktör i AB Strada 1964–1972 och verksam som konsult från 1973. 
Hedtjärn kom tillsammans med bland andra borgarråden Hjalmar Mehr och Joakim Garpe att personifiera de kritiserade rivningarna av Klarakvarteren.
Åke Hedtjärn är gravsatt i minneslunden på Kungsholms kyrkogård i Stockholm.